# 15021 Alexkardon
15021 Alexkardon è un asteroide della fascia principale. Scoperto nel 1998, presenta un'orbita caratterizzata da un semiasse maggiore pari a 2,3525941 UA e da un'eccentricità di 0,1813272, inclinata di 2,64812° rispetto all'eclittica.